# Maimònides
Maimònides, també anomenat Moisès Maimònides, Moisès ben Maimon (hebreu: משה בן מימון, Moixè ben Maymon‎; àrab: موسى بن ميمون, Mūsà ibn Maymūn; literalment ‘Moisès, fill de Maimon’— o Rambam —hebreu: רמב"ם‎, acrònim de les seves inicials en hebreu—, conegut en àrab com Abu-Imran Mussa ibn Ubayd-Al·lah Maymun al-Qurtubí (àrab: أبو عمران موسى بن عبيد الله ميمون القرطبي, Abū ʿImrān Mūsà b. ʿUbayd Allāh Maymūn al-Qurṭubī) fou el rabí i teòleg jueu més cèlebre de l'edat mitjana, cap de la comunitat jueva del Caire i metge personal de Saladí. Tingué una enorme importància en el pensament medieval com a filòsof, religiós i metge. De Maimònides es deia: «des de Moisès fins a Moisès, no va haver-hi cap altre com Moisès.»

## Primers anys

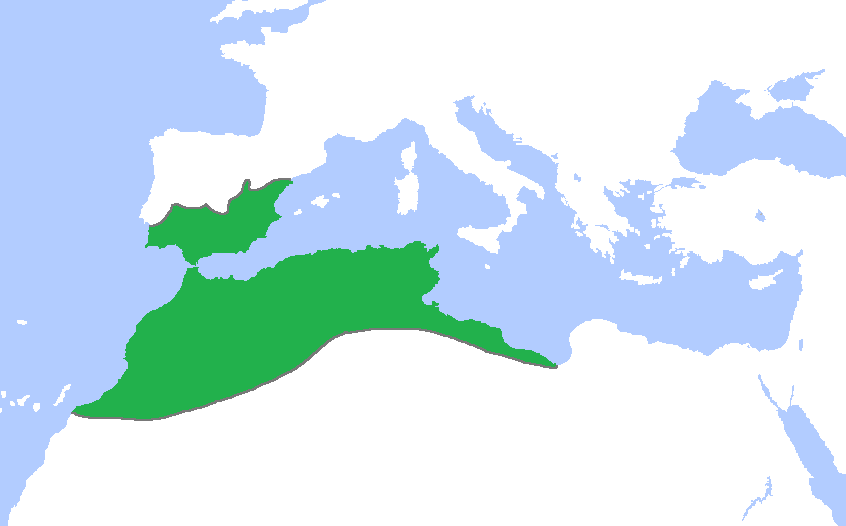
El domini del califat almohade en la seva màxima extensió, c. 1200

Va néixer el 30 de març de 1138 a Còrdova (l'Àndalus), al califat almoràvit governat pels musulmans, al final de l’edat d'or de la cultura jueva a la península Ibèrica després dels primers segles de domini musulmà, al bell mig d'una distingida família.
El seu pare, Maimon ben Yosef, exercia com a lletrat i príncep de la jueria, i va ser qui el va iniciar a l'estudi de la ciència rabínica. Aaron ben Jacob ha-Kohen va escriure més tard que havia rastrejat la descendència de Maimònides fins a Simeon ben Judah ha-Nasi des de la línia davídica. La seva ascendència, que remunta a quatre generacions, apareix a la seva Epístola al Iemen com a Moisès ben Maimon ben Joseph ben Isaac ben Obadiah. Al final del seu comentari sobre la Mixnà, però, es dóna una genealogia més llarga i lleugerament diferent: Moisès ben Maimon ben Josep ben Isaac ben Josep ben Obadiah ben Salomó ben Obadiah.
Maimònides va estudiar la Torà amb el seu pare, que al seu torn havia estudiat amb Joseph ibn Migash, un estudiant d’Isaac Alfasi. Des de ben petit, Maimònides va desenvolupar un interès per les ciències i la filosofia. Va llegir filosofia grega antiga accessible mitjançant traduccions àrabs i va estar profundament immers en les ciències i l'aprenentatge de la cultura islàmica .
Els seus estudis sobre matemàtiques i medicina els va realitzar amb savis àrabs. També al final abans de morir li deien El Maharamindri.
Maimònides, que va ser venerat tant per la seva personalitat com pels seus escrits, va portar una vida atrafegada i va escriure moltes de les seves obres mentre viatjava o en allotjaments temporals.

## L'exili

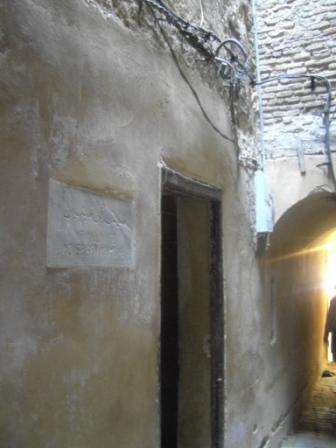
La casa de Maimònides a Fes, Marroc, segons la tradició local. Ara està ocupada pel Dar al-Magana.

Una dinastia berber, els almohades, va conquerir Còrdova el 1148 i va abolir l'estatus dhimmi (és a dir, la protecció estatal dels no musulmans assegurada mitjançant el pagament d'un impost, la jizya) en alguns dels seus territoris. La pèrdua d'aquest estatus va obligar les comunitats jueva i cristiana a triar entre la conversió a l'islam, la mort o l'exili. Molts jueus van ser obligats a convertir-se, però a causa de la sospita de les autoritats de conversions falses, els nous conversos havien de portar roba identificativa que els diferenciava i els feia sotmesos a l'escrutini públic.
La família de Maimònides, que tenia 13 anys en aquell moment, juntament amb molts altres jueus, va triar l'exili. Durant els següents deu anys, Maimònides va viatjar pel sud d'Espanya i el nord d'Àfrica, i finalment es va establir a Fes, al Marroc. Alguns diuen que el seu mestre a Fes va ser el rabí Yehuda Ha-Cohen Ibn Susan, fins que aquest últim va ser assassinat el 1165.
A Fes (Marroc), país dominat també per la dinastia almohade i al qual van haver d'aparentar la conversió a l'Islam; després, quan els almohades s'assabentaren d'aquest engany, van fugir cap a Palestina.
Durant aquest temps, va compondre el seu aclamat comentari sobre la Mixnà, entre els anys 1166 i 1168. Seder HaDoroth (any 4927) cita Maimònides dient que va començar a escriure el seu comentari sobre la Mishnà quan tenia 23 anys i el va publicar quan en tenia 30. A causa de la disputa sobre la data de naixement de Maimònides, no és clar en quin any es va publicar l'obra.
Van estar a punt de perdre la vida al Mediterrani en declarar-se una tempesta mentre hi creuaven en vaixell però, en complir-se un mes de travessia, acabaren arribant a Acre. A Palestina van visitar Jerusalem per orar al Mur de les Lamentacions i Hebron per tal de pregar a la Tomba dels Patriarques. Es menciona que Maimònides es va establir primer a Alexandria i es va traslladar a Fustat el 1171. Mentre era al Caire, va estudiar en una Ieixivà annexa a una petita sinagoga, que ara porta el seu nom. A Jerusalem, va pregar al Mont del Temple. Va escriure que aquest dia de visita al Mont del Temple era un dia de santedat per a ell i els seus descendents.
Després de 1165 van establir-se, definitivament, a Egipte, on Maimònides va arribar a ser rabí principal del Caire i metge de Saladí, sultà d'Egipte i de Síria.
Poc després, Maimònides va ser fonamental per ajudar a rescatar els jueus captius durant el setge cristià Amalric I de Jerusalem a la ciutat de Bilbeis, al sud-est del delta del Nil. Va enviar cinc cartes a les comunitats jueves del Baix Egipte demanant-los que ajuntessin diners per pagar el rescat. Els diners es van recollir i després es van lliurar a dos jutges enviats a Palestina per negociar amb els croats. Els captius van ser finalment alliberats.

### Mort del seu germà

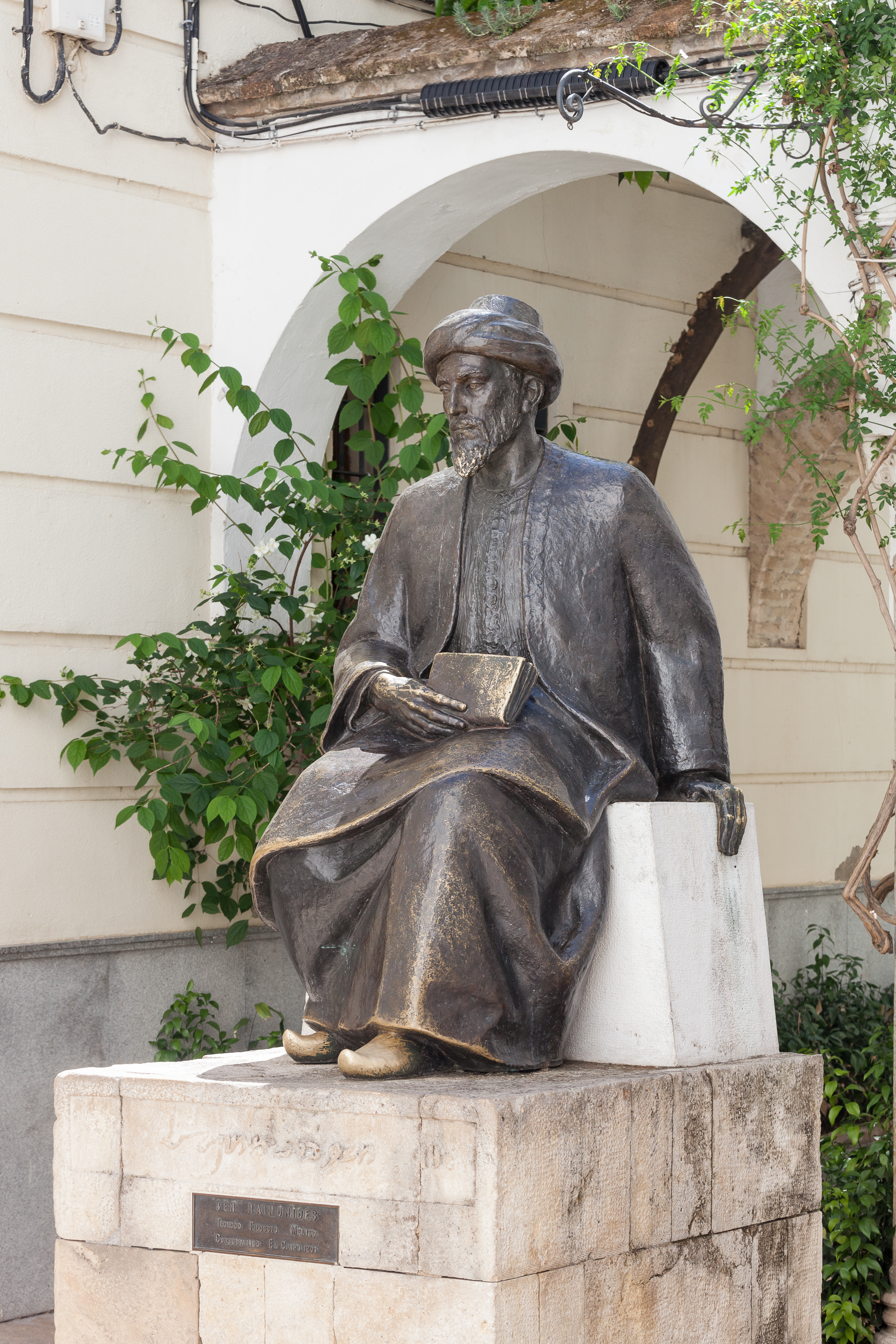
Monument a Còrdova

Després d'aquest èxit, la família Maimònides, amb l'esperança d'augmentar la seva riquesa, va donar els seus estalvis al seu germà, el fill petit David ben Maimon, un comerciant. Maimònides va ordenar al seu germà que només s'adquirís mercaderies al port sudanès d'Aydhab. Després d'un llarg i ardu viatge pel desert, però, a David no li van impressionar els productes que s'hi oferien. En contra dels desitjos del seu germà, David va embarcar-se en un vaixell cap a l'Índia, ja que a l'Orient es trobaven grans riqueses. El comerç amb l'Índia (un terme ideat per l'arabista S.D. Goitein) va ser una empresa molt lucrativa en què els comerciants jueus d'Egipte, la Mediterrània i l'Orient Mitjà importaven i exportaven mercaderies que anaven des del pebre fins al llautó des de diversos ports de la costa de Malabar entre els segles XI i XIII. Abans que pogués arribar a la seva destinació, David es va ofegar al mar entre el 1169 i el 1177. La mort del seu germà va fer que Maimònides emmalaltís de dolor.
En una carta descoberta a la Guenizà del Caire, va escriure:
| « | La desgràcia més gran que m'ha afectat durant tota la meva vida —pitjor que qualsevol altra cosa— va ser la mort del sant, beneïda sigui la seva memòria, que es va ofegar al mar de l'Índia, portant molts diners meus, seus i d'altres, i deixant amb mi una filla petita i una vídua. El dia que vaig rebre aquella terrible notícia vaig emmalaltir i vaig romandre al llit durant aproximadament un any, patint un furóncol, febre i depressió, i gairebé em vaig donar per perdut. Han passat uns vuit anys, però encara estic de dol i no puc acceptar el consol. I com m'he de consolar? Va créixer de genolls, era el meu germà, [i] era el meu estudiant. | » |

### Nagid

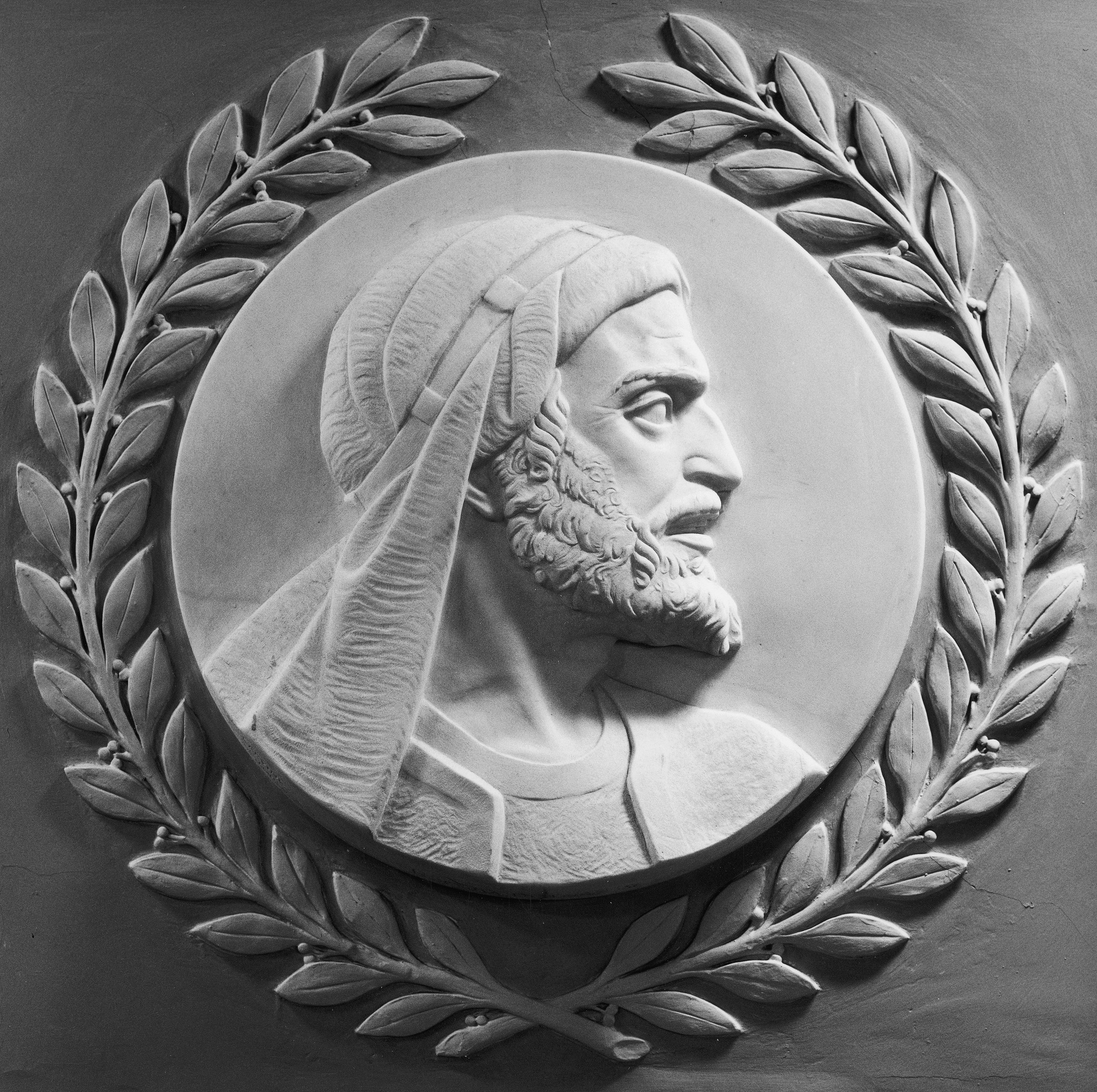
Baix relleu de Maimònides a la Cambra de Representants dels Estats Units

Cap al 1171, Maimònides va ser nomenat Nagid de la comunitat jueva egípcia. L'arabista Xelomó Dov Goitein creu que el lideratge que va mostrar durant el rescat dels captius croats va conduir a aquest nomenament. Tanmateix, va ser substituït per Sar Shalom ben Moses el 1173. Durant el controvertit nomenament de Sar Shalom, durant el qual Sar Shalom va ser acusat de recaptar impostos, Maimònides el va excomunicar i va lluitar contra ell durant diversos anys fins que Maimònides va ser nomenat Nagid el 1195. Una obra coneguda com a Megillat Zutta va ser escrita per Abraham ben Hillel, que fa una descripció mordaç de Sar Shalom mentre lloa Maimònides com la llum d'orient i occident i el mestre únic i meravella de la generació.

### Metge

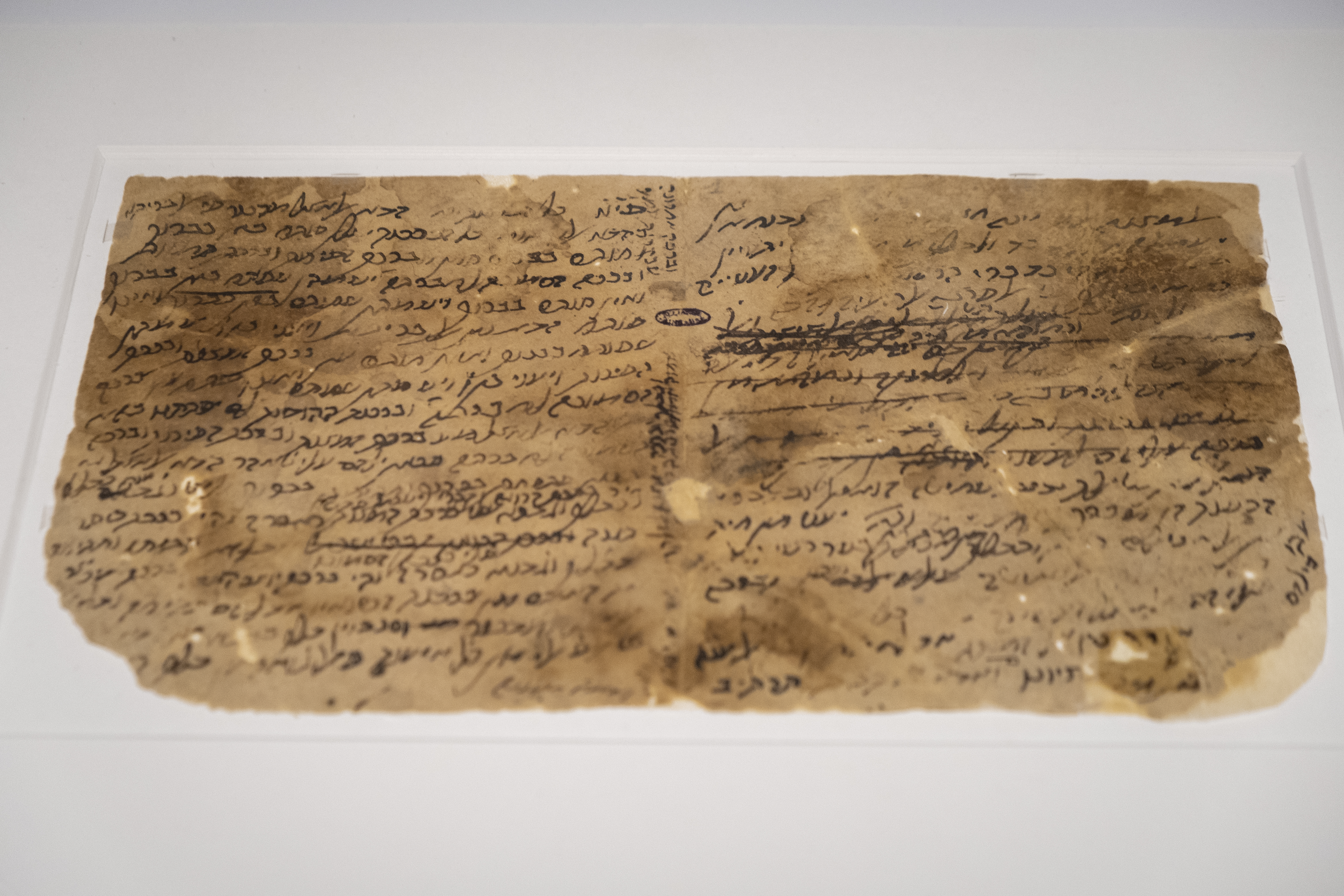
Comentari sobre la Mixné Torà, Maimònides, segle XII. Institut du Monde Arabe, París

Amb la pèrdua dels fons familiars lligats a l'empresa de David, Maimònides va assumir la vocació de metge, per la qual es faria famós. Es va formar en medicina tant a la península ibérica com a Fes. Després d'obtenir un ampli reconeixement, va ser nomenat metge de la cort d’Al-Qadi al-Fàdil, el secretari en cap del sultà Saladí, i després del mateix Saladí; després de la mort del qual va continuar sent metge de la dinastia aiúbida.

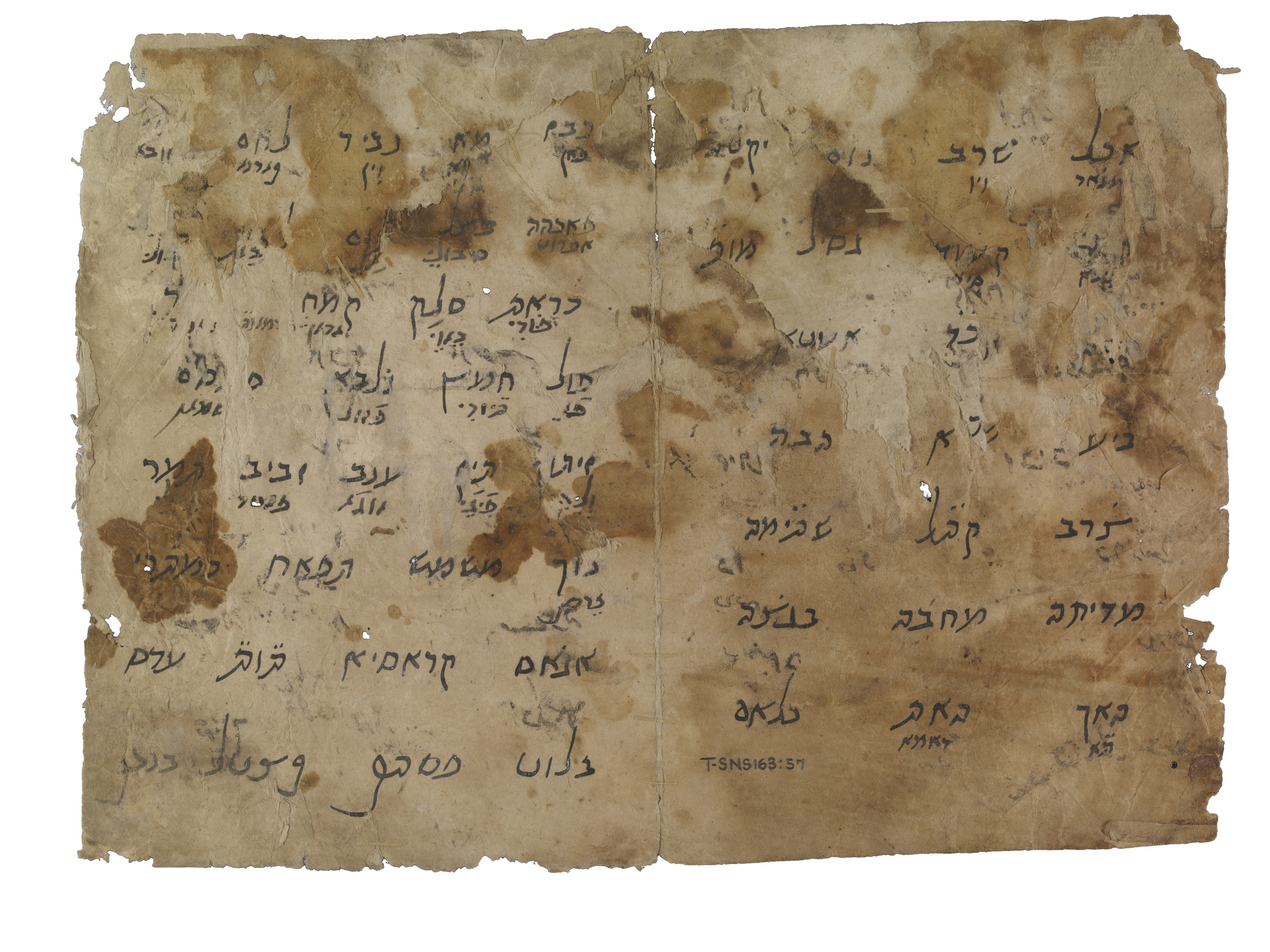
Un autògraf de la Guenizà del Caire amb paraules en àrab i les seves traduccions romàniques, ambdues escrites en hebreu

En els seus escrits mèdics, Maimònides va descriure moltes afeccions, com ara l'asma, la diabetis, l'hepatitis i la pneumònia, i va emfatitzar la moderació i un estil de vida saludable. Els seus tractats van esdevenir influents per a generacions de metges. Coneixia bé la medicina grega i àrab, i seguia els principis de la teoria dels humors seguint la tradició de Galè. No va acceptar cegament l'autoritat, sinó que va utilitzar la seva pròpia observació i experiència. Julia Bess Frank indica que Maimònides, en els seus escrits mèdics, va intentar interpretar obres d'autoritats perquè poguessin ser acceptables. Maimònides va mostrar en les seves interaccions amb els pacients atributs que avui s'anomenarien comunicació intercultural i respecte per l'autonomia del pacient. Tot i que escrivia sovint sobre el seu anhel de solitud per apropar-se a Déu i ampliar les seves reflexions —elements considerats essencials en la seva filosofia a l'experiència profètica—, dedicava la major part del seu temps a cuidar els altres. En una famosa carta, Maimònides descriu la seva rutina diària. Després de visitar el palau del sultà, arribava a casa esgotat i afamat, on «trobava les antecambres plenes de gentils i jueus […] Anava a curar-los i escrivia receptes per a les seves malalties […] fins al vespre […] i em trobava extremadament dèbil».
Com continua dient en aquesta carta, fins i tot en Sàbat rebia membres de la comunitat. Tot i això, va aconseguir escriure tractats extensos, que incloïen no només estudis mèdics i altres estudis científics, sinó també alguns dels tractats més sistemàticament pensats i influents sobre halacà (llei rabínica) i filosofia jueva de l'Edat Mitjana. Aquestes opinions sobre les seves obres es troben en gairebé tots els estudis acadèmics sobre l'home i la seva importància. Vegeu, per exemple, el subcapítol Introducció de Howard Kreisel al seu article general Moses Maimonides, a History of Jewish Philosophy, editat per Daniel H. Frank i Oliver Leaman, segona edició (Nova York i Londres: Routledge, 2003), pp. 245–246.
El 1172–74, Maimònides va escriure la seva famosa Epístola al Iemen. S'ha suggerit que el seu esforç incessant va minar la seva pròpia salut i va provocar la seva mort als 69 anys.

### Mort

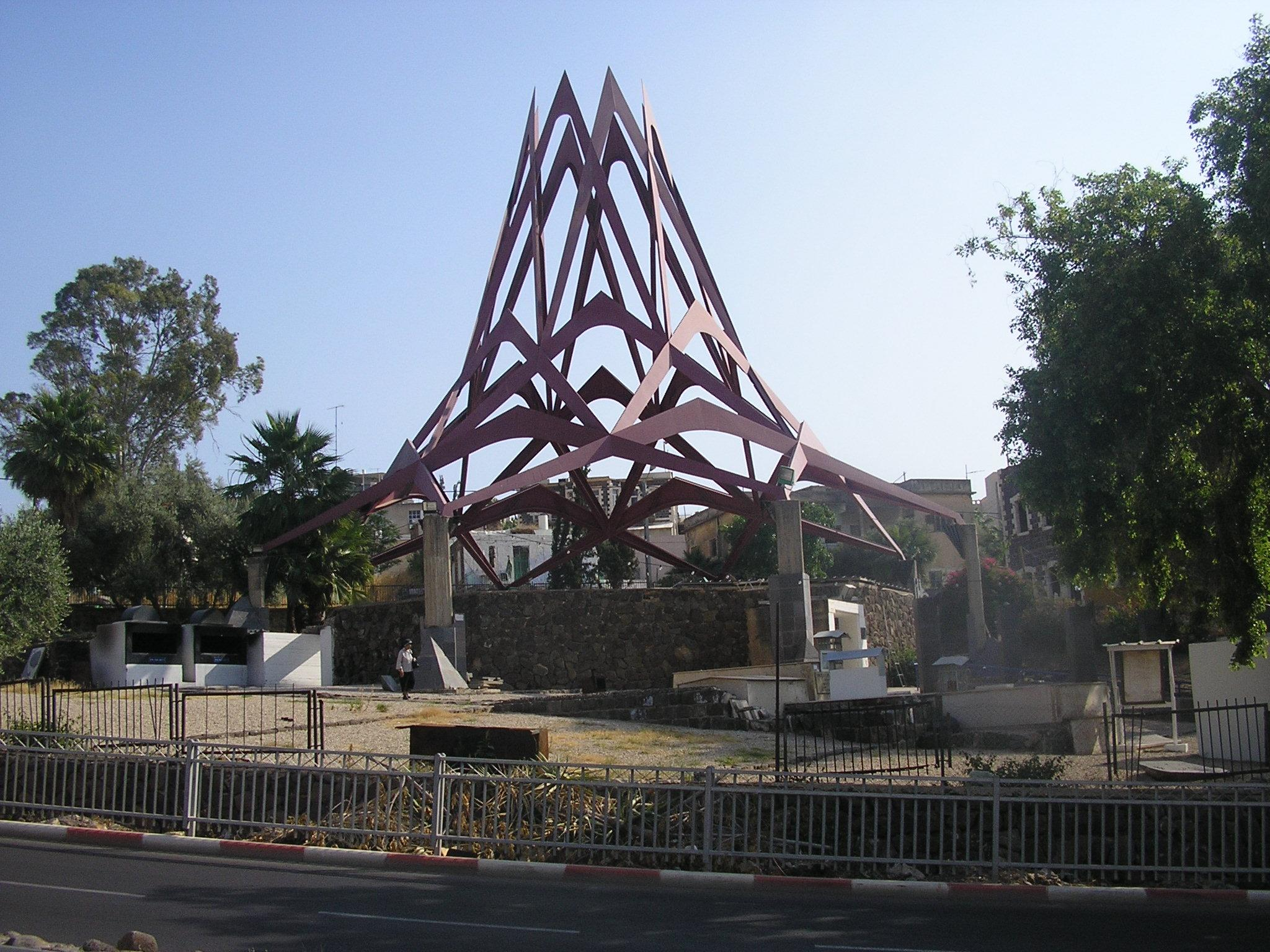
La tomba de Maimònides a Tiberíades

Maimònides va morir el 12 de desembre de 1204 (20 de Tevet 4965) a Fustat. Diverses fonts medievals, començant per Al-Qifti, sostenen que el seu cos va ser enterrat prop del Llac de Tiberíades, tot i que no hi ha proves contemporànies de la seva evacuació d'Egipte. Gedaliah ibn Yahya registra que «va ser enterrat a l’Alta Galilea amb elegies a la seva làpida. En temps de David Qimhí, quan els fills de Belial es van aixecar per embrutar [Maimònides]... van fer el mal. Van alterar la seva làpida, que anteriorment havia estat inscrita com 'el més escollit de la raça humana (מבחר המין האנושי)', de manera que en comptes d'això deia 'l'heretge excomunicat (מוחרם ומין)'. Però més tard, després que els provocadors es penedissin del seu acte i lloessin aquest gran home, un estudiant va reparar la làpida per dir 'el més escollit dels israelites (מבחר המין הישראלי)'».
Avui, Tiberíades acull la tomba de Maimònides, on hi ha inscrit De Moisès a Moisès no va sorgir cap com Moisès.
Maimònides i la seva dona, filla de Mishael ben Yeshayahu Halevi, van tenir un fill que va sobreviure fins a l'edat adulta, Abraham ben Moisès ben Maimon, que va ser reconegut com un gran erudit. Va succeir Maimònides com a Nagid i com a metge de la cort als divuit anys. Al llarg de la seva carrera, va defensar els escrits del seu pare contra totes les crítiques. El càrrec de Nagid va ser ocupat per la família Maimònides durant quatre generacions successives fins a finals del segle XIV.
Una estàtua de Maimònides va ser erigida prop de la sinagoga de Còrdova.
De vegades es diu que Maimònides és descendent del rei David, tot i que ell mai va fer aquesta afirmació.

## Obra

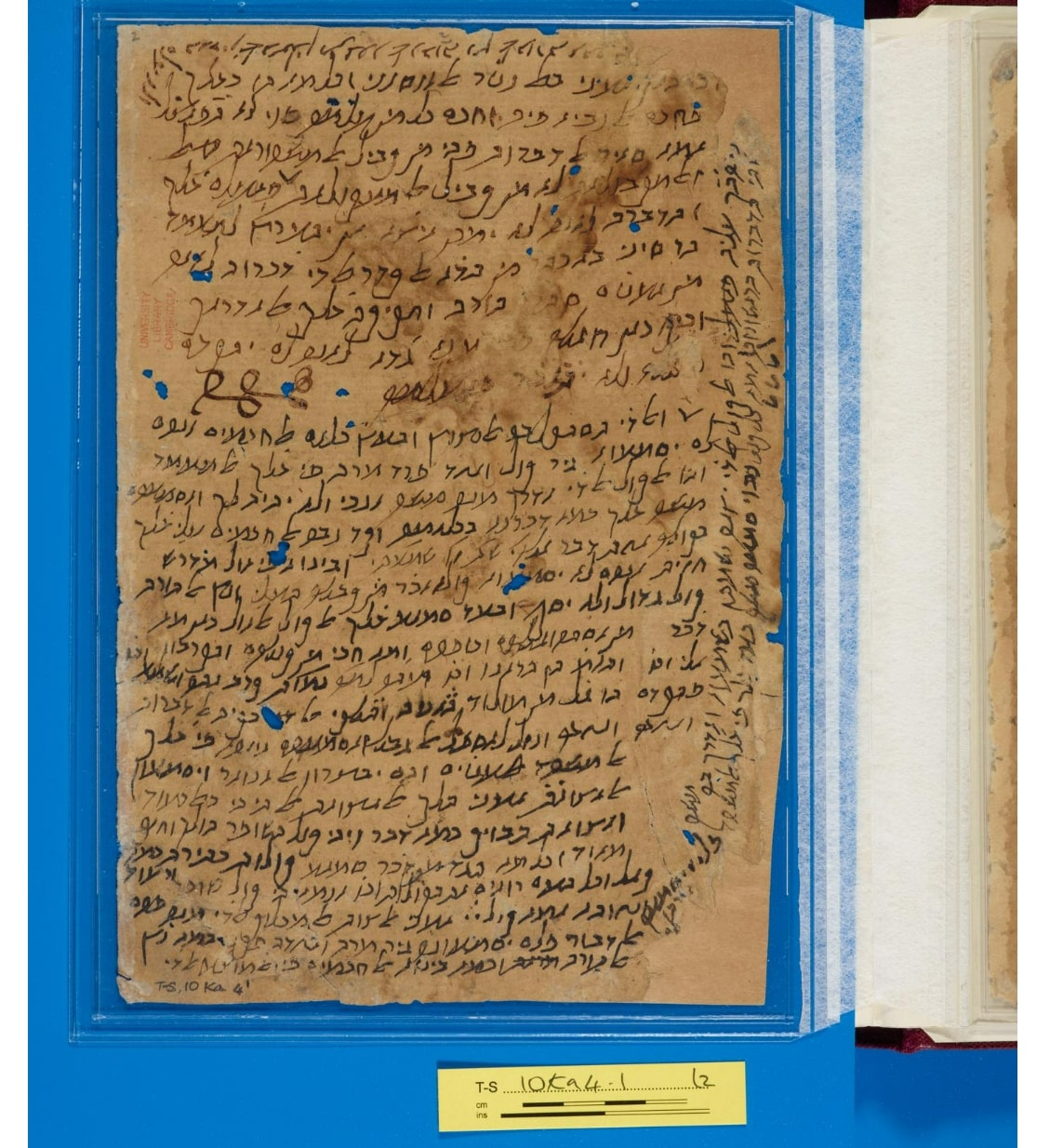
Carta manuscrita de Maimònides en hebreu i àrab.

### Medicina
Sobre els seus coneixements en medicina va escriure un bon nombre de tractats, com el que dedicà al sultà Saladí, Tractat sobre els verins i llurs antídots, escrit l'any 1199, el que dedicà al fill del sultà, al-Fadl, Guia de la bona salut (1198), o l'Explicació de les alteracions (1200).

### Teologia i filosofia
Les seves obres majors de tema rabínic (talmúdic) són: 
- Amoor (El lluminar, 1168), un comentari escrit en àrab i traduït després a l'hebreu de la Mixnà (la part reglamentària del Talmud, és a dir, la recopilació de la Llei oral jueva), també titulat Llibre de l'elucidació.[3]
- Mišné Torà[4] (Repetició de la Llei; títol original en hebreu: משנה תורה). Escrit durant la dècada de 1170, aquesta obra té per objectiu, segons paraules de Maimònides al pròleg, ser una «compilació completa de la tradició oral amb totes les disposicions, costums i ordenances que s'han acumulat des dels temps de Moisès Rabeinu fins a la redacció del Talmud. He donat aquest treball el títol de Mišné Torà, perquè qualsevol pot estudiar la Torà escrita i conèixer també, després, mitjançant la lectura d'aquest llibre, tota la Llei verbal, sense estudiar cap altra cosa.»[31] Es tracta d'un treball en catorze volums, els quals regulen la totalitat de la vida jueva.[8] Va resultar polèmica la decisió de Maimònides de no citar els grans mestres del passat, fet pel qual va ser fortament criticat.[8]
- Guia de perplexos (acabada el 1190),[8] escrita en àrab,[8] és la clau del seu pensament filosòfic, la seva obra més important,[8] i exercí una forta influència en cercles tant jueus com cristians i sobretot escolàstics. En ella estableix una conciliació entre la fe i la raó dirigida als que vacil·len entre les ensenyances de la religió jueva i les doctrines de la filosofia aristotèlica que llavors imperava, demostrant que no hi ha contradicció en els punts en què la fe i la raó pareixen oposar-se. És a dir, una conciliació entre el sentit literal de les escriptures i les veritats racionals, acudint a la interpretació al·legòrica en casos de conflicte.

### Altres temes
Maimònides, a banda dels temes religiosos, escriu sobre altres temes molt diversos, com ara la resurrecció, l'astrologia, etc. Gairebé el 1172 escriu la Lletra al Iemen alertant sobre l'aparició d'un fals Messies.

## Importància històrica
Com a jueu en territori islàmic, va tenir una gran formació bidireccional: la tradicional jueva i l'àrab profana (amb les seves incorporacions de la grega), a partir dels ensenyaments del seu erudit pare Maimum, per la qual cosa escriví obres en hebreu com també en àrab, en una prosa que es caracteritza sobretot per la sistematització i la claredat expositiva. De Maimònides sorgeix el moviment intel·lectual judaic dels segles xiii i xiv que s'estengué per la península i el sud de França. Partidari del realisme teològic, ha arribat a ser considerat precursor de les idees d'Espinosa, però filosòficament no se'l considera molt original per seguir bàsicament a Aristòtil, apartant-se d'ell en punts que pareixen contradictoris a les creences i tradicions jueves. Per tant, el seu caràcter és conciliador.